# 木津川市立相楽小学校
木津川市立相楽小学校（きづがわしりつ さがなかしょうがっこう）は、京都府木津川市木津相楽小字清水にある公立小学校。

## 沿革
- 1873年（明治6年） - 開校。
- 1941年（昭和16年）4月 - 国民学校令施行により、相楽村立相楽国民学校に改称。
- 1947年（昭和22年）4月 - 学校教育法施行により、相楽村立相楽小学校に改称。
- 1951年（昭和26年）4月1日 - 相楽村が木津町へ編入されたことにより、木津町立相楽小学校に改称。
- 2007年（平成19年）3月12日 - 木津町が周辺2町と合併、木津川市が発足したことにより、木津川市立相楽小学校に改称。

## 周辺の施設
- 木津川市立相楽保育園
- 木津川市立相楽幼稚園
- スーパー中村屋
- ザ・ダイソー
- 山城木津郵便局
- 木津川市立木津中学校
- タイヤ館木津店
- JR西日本　西木津駅

## 交通アクセス
- 西日本旅客鉄道（JR西日本）木津駅から奈良交通またはきのつバス乗車、清水橋下車。
- 西日本旅客鉄道片町線（学研都市線）西木津駅から南西へ500m。
- 近鉄京都線山田川駅から東へ800m（奈良交通・きのつバスの便あり）。

## 通学区域が隣接している学校
- 木津川市立州見台小学校
- 木津川市立木津小学校
- 木津川市立上狛小学校
- 精華町立川西小学校
- 木津川市立木津川台小学校
- 精華町立山田荘小学校
- 木津川市立相楽台小学校
- （奈良県）奈良市立左京小学校